# Triteuta
Triteuta (en grec antic Τριτεύτα) va ser reina d'Il·líria, la primera esposa del rei Agró, de la tribu dels vardeis, amb qui va tenir un fill anomenat Pinnes.
Abans de la seva mort, Agró es va divorciar de Triteuta i es va casar amb Teuta. El seu fill, Pinnes, va ser posat sota la tutela de Teuta, que a la mort del seu marit l'any 231 aC va ser la reina regent. Pinnes va estar sota la seva tutela fins al final de la Primera guerra il·líria, quan va ser vençuda pels romans, l'any 228 aC.
Segons Dió Crisòstom, Demetri de Faros es va casar amb Triteuta i es va convertir en tutor de Pinnes després de la guerra i rei del país. Era el més poderós dels governants il·liris a dècada dels anys 220 aC.